# UPOV-konventionen
UPOV-konventionen är en internationell konvention om skydd för växtförädlingsprodukter, antagen 2 december 1961 och reviderad i Genève 19 mars 1991.
Konventionen ger ett skydd för förädlare mot kopiering och plagiat.
Villkor för att förädlarrätt ska beviljas är (enligt artikel 5 p 1 ) att sorten är
1. ny
2. särskiljbar
3. enhetlig
4. stabil.

Sorten ska anses särskiljbar om den tydligt skiljer sig från varje annan sort vars existens är allmänt känd.
Förädlarrätt ska föregås av en prövning av villkoren.
EU har tillträtt konventionen genom beslut 30 maj 2005, vilket beslut även innehåller hela konventionstexten.